# علال بوخلفة
علال بوخلفة (وُلد 17 فبراير 1988) في الجزائر العاصمة، الجزائر هو عدّاء جزائري الجنسية، مثّل بلاده في دورة الألعاب البارالمبية الصيفية لسنة 2008 في بكين، الصين، و سنة 2012 في لندن، الملكة المتحدة.
فاز الرياضي علال بوخلفة بميداليتين فضيتين في بطولة العالم لألعاب القوى لذوي الإعاقة 2011، في كرايستشيرش، نيوزيلندا.

## المشاركات و الميداليات[2][3]
كان أول ظهور للعدّاء علال بوخلفة في عام 2008 حيث شارك في دورة الألعاب البارالمبية الصيفية في بكين، الصين، و على الرغم من عدم استطاعته حينها على إحراز أي ميداليات، إلا أنه شارك لاحقا في بطولة العالم لألعاب القوى لذوي الإعاقة، في كرايستشيرش، نيوزيلندا 2011 التي كانت بمثابة حدث تأهيلي لدورة الألعاب البارالمبية 2012، و تمكن من الفوز بميداليتين فضيتين، الأولى في سباق 100 متر بعد أن قطع المسافة في زمن قدره 13,38 ثانية، و الثانية في سباق 200 متر بقطعه المسافة في 27,87 ثانية.
شارك الرياضي الجزائري كذلك في دورة الألعاب البارالمبية لسنة 2012 في لندن، المملكة المتحدة، بطولة العالم لألعاب القوى لذوي الإعاقة، سنة 2013 في ليون، فرنسا، و سنة 2015 في الدوحة، قطر، إلا أنه لم يفز بأي ميداليات.
| الدورة/ البطولة                                         | الميدالية | الرياضة     | الحدث                    |
| ------------------------------------------------------- | --------- | ----------- | ------------------------ |
| دورة الألعاب البارالمبية الصيفية، بكين 2008             | لا يوجد   | ألعاب القوى | (لم يفز في أي حدث)       |
| بطولة العالم لألعاب القوى لذوي الإعاقة، كرايستشيرش 2011 | فضية      | ألعاب القوى | 100 متر للرجال (فئة T35) |
| بطولة العالم لألعاب القوى لذوي الإعاقة، كرايستشيرش 2011 | فضية      | ألعاب القوى | 200 متر للرجال (فئة T35) |
| دورة الألعاب البارالمبية الصيفية، لندن 2012             | لا يوجد   | ألعاب القوى | (لم يفز في أي حدث)       |
| بطولة العالم لألعاب القوى لذوي الإعاقة، ليون 2013       | لا يوجد   | ألعاب القوى | (لم يفز في أي حدث)       |
| بطولة العالم لألعاب القوى لذوي الإعاقة، الدوحة 2015     | لا يوجد   | ألعاب القوى | (لم يفز في أي حدث)       |

## وصلات خارجية
• مشاركة علال بوخلفة في دورات الألعاب البارالمبية.